# Epomophorus
Epomophorus is een geslacht van zoogdieren uit de familie van de vleerhonden (Pteropodidae). De wetenschappelijke naam van het geslacht werd in 1836 gepubliceerd door Edward Turner Bennett.

## Soorten
Er worden 11 soorten in dit geslacht geplaatst:
- Epomophorus angolensis
- Epomophorus anselli
- Epomophorus crypturus
- Epomophorus dobsonii
- Epomophorus gambianus – Gambiaanse epaulettenvleerhond
- Epomophorus grandis
- Epomophorus intermedius
- Epomophorus labiatus
- Epomophorus minor
- Epomophorus pusillus – Kleine epaulettenvleerhond
- Epomophorus wahlbergi – Wahlbergvleerhond

Acerodon · Aethalops · Alionycteris · Aproteles · Balionycteris · Casinycteris · Chironax · Cynopterus · Desmalopex · Dobsonia · Dyacopterus · Eidolon · Eonycteris · Epomophorus · Epomops · Haplonycteris · Harpyionycteris · Hypsignathus · Latidens · Lissonycteris · Macroglossus · Megaloglossus · Melonycteris · Micropteropus · Mirimiri · Myonycteris · Nanonycteris · Neopteryx · Notopteris · Nyctimene · Otopteropus · Paranyctimene · Penthetor · Plerotes · Ptenochirus · Pteralopex · Pteropus · Rousettus · Scotonycteris · Sphaerias · Styloctenium · Syconycteris · Thoopterus